# Lo Espejo
Pour les articles homonymes, voir Espejo.
Lo Espejo est une commune du Chili, située dans la province et la région métropolitaine de Santiago.

## Géographie

### Situation

Localisation de Lo Espejo (en rouge) au sein de l'agglomération de Santiago.

La commune s'étend sur 8 km2 dans le sud de l'agglomération de Santiago

## Histoire
La commune est créée le 20 mai 1991 à partir de sections des communes de La Cisterna et San Miguel.

## Population et société

### Démographie
La population s'élevait à 95 787 habitants pour une densité de 13 684 hab./km2 en 2012, et à 98 804 habitants en 2017.

## Politique et administration
La commune est dirigée par un maire et huit conseillers élus pour un mandat de quatre ans. Les dernières élections ont eu lieu les 26 et 27 octobre 2024.
| Période           | Période           | Identité                | Étiquette | Qualité |
| ----------------- | ----------------- | ----------------------- | --------- | ------- |
| 21 août 1991      | 26 septembre 1992 | Eduardo Báez Faúndez    | PPD       |         |
| 26 septembre 1992 | 3 octobre 1992    | Jaime Moreno Pérez      | PPD       |         |
| 3 octobre 1992    | 6 décembre 2012   | Carlos Inostroza Ojeda  | PDC       |         |
| 6 décembre 2012   | 28 juin 2021      | Miguel Bruna            | PPD       |         |
| 28 juin 2021      | en fonction       | Javiera Reyes Jara (es) | PCCh      |         |

## Transports
La commune est desservie par une gare des trains de banlieue de la ligne reliant la gare centrale de Santiago à celle de Nos, ainsi que par le réseau d'autobus Red de l'agglomération de Santiago.